# John Lynch (amerikansk fotboll)
John Terrence Lynch Jr., född 25 september 1971, är en amerikansk före detta professionell utövare av amerikansk fotboll och nuvarande sportchef för NFL-laget San Francisco 49ers. Lynch spelade collegefotboll vid Stanford University och draftades av Tampa Bay Buccaneers i den tredje rundan av 1993 års NFL-draft. Han vann ett Super Bowl-mästerskap med Tampa Bay och tillbringade även fyra år med Denver Broncos innan han avslutade sin spelarkarriär 2008. Lynch arbetade efter sin spelarkarriär som TV-kommentator för NFL-matcher tills han anställdes som sportchef för 49ers år 2017.